# Nothofagus moorei
Nothofagus moorei, una vez llamado 'haya de cabeza de negro' ('negrohead beech'), pero ahora como haya antárctica (no confundirlo con su pariente sudamericano, Nothofagus antarctica) es un árbol  perennifolio nativo de las tierras altas del este de Australia.

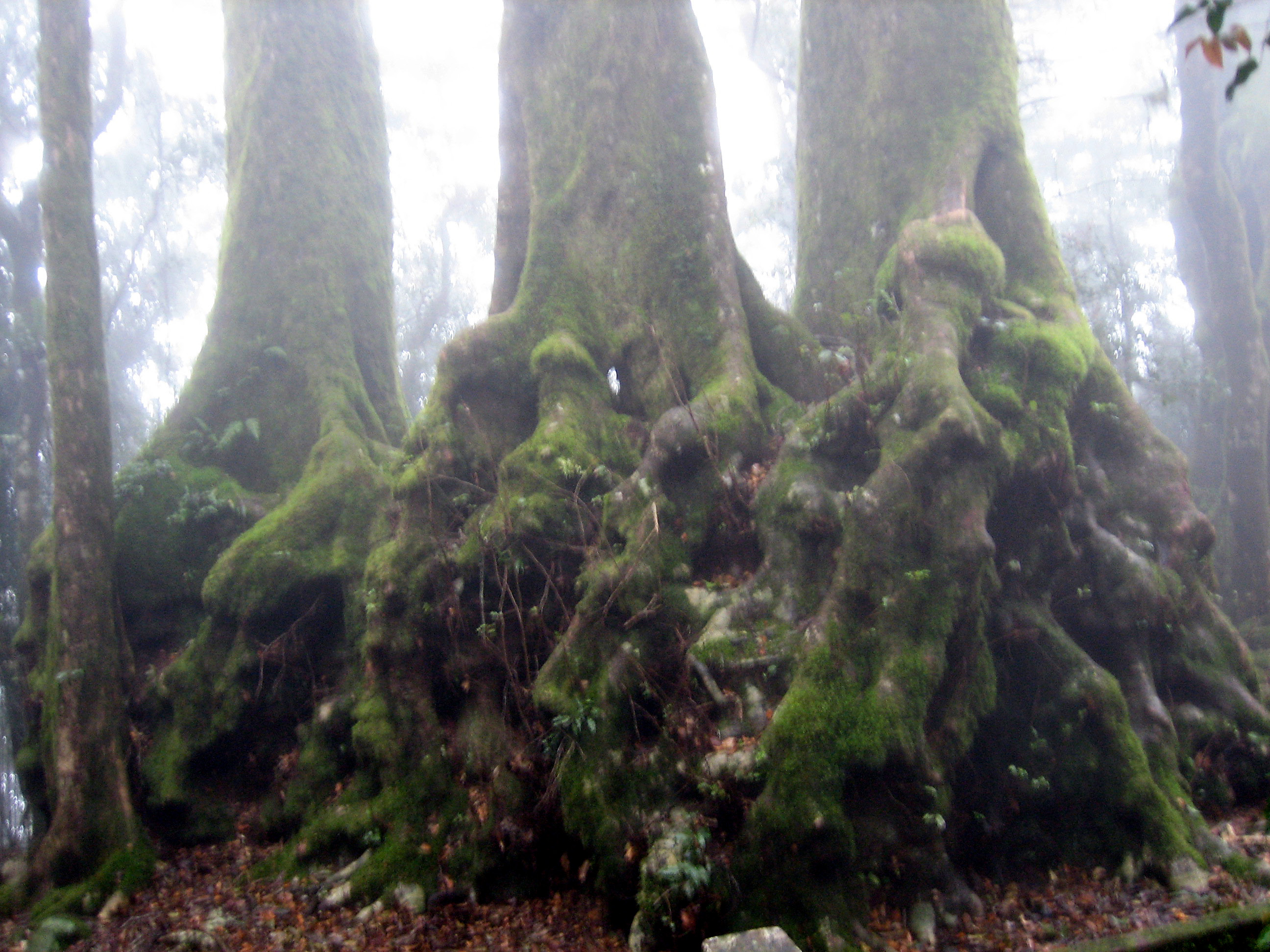
Base de los árboles

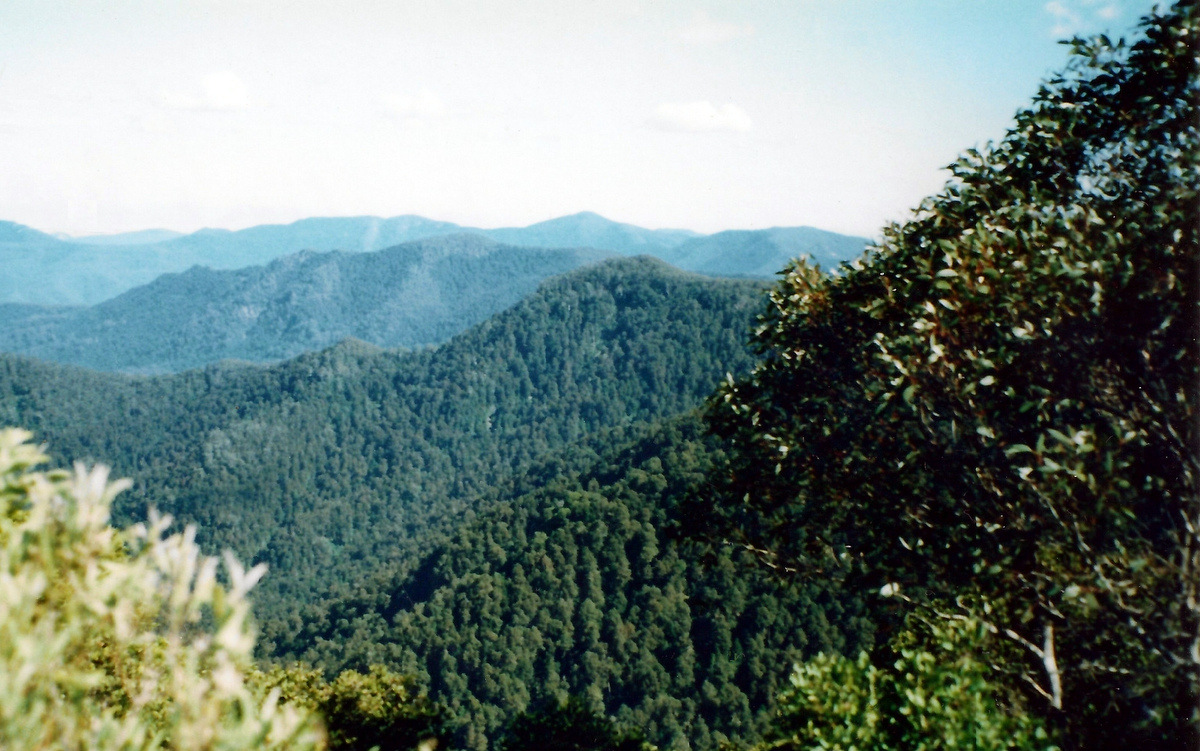
Hábitat

## Hábitat
Crece en los bosques templados húmedos desde la meseta de Barrington Tops en Nueva Gales del Sur, en el norte hasta la meseta de Lamington Plateau en el sur de Queensland, a altitudes de entre 500 m y 1500 m. Crece en temperaturas de templadas a frescas y con nevadas ocasionales.

## Características

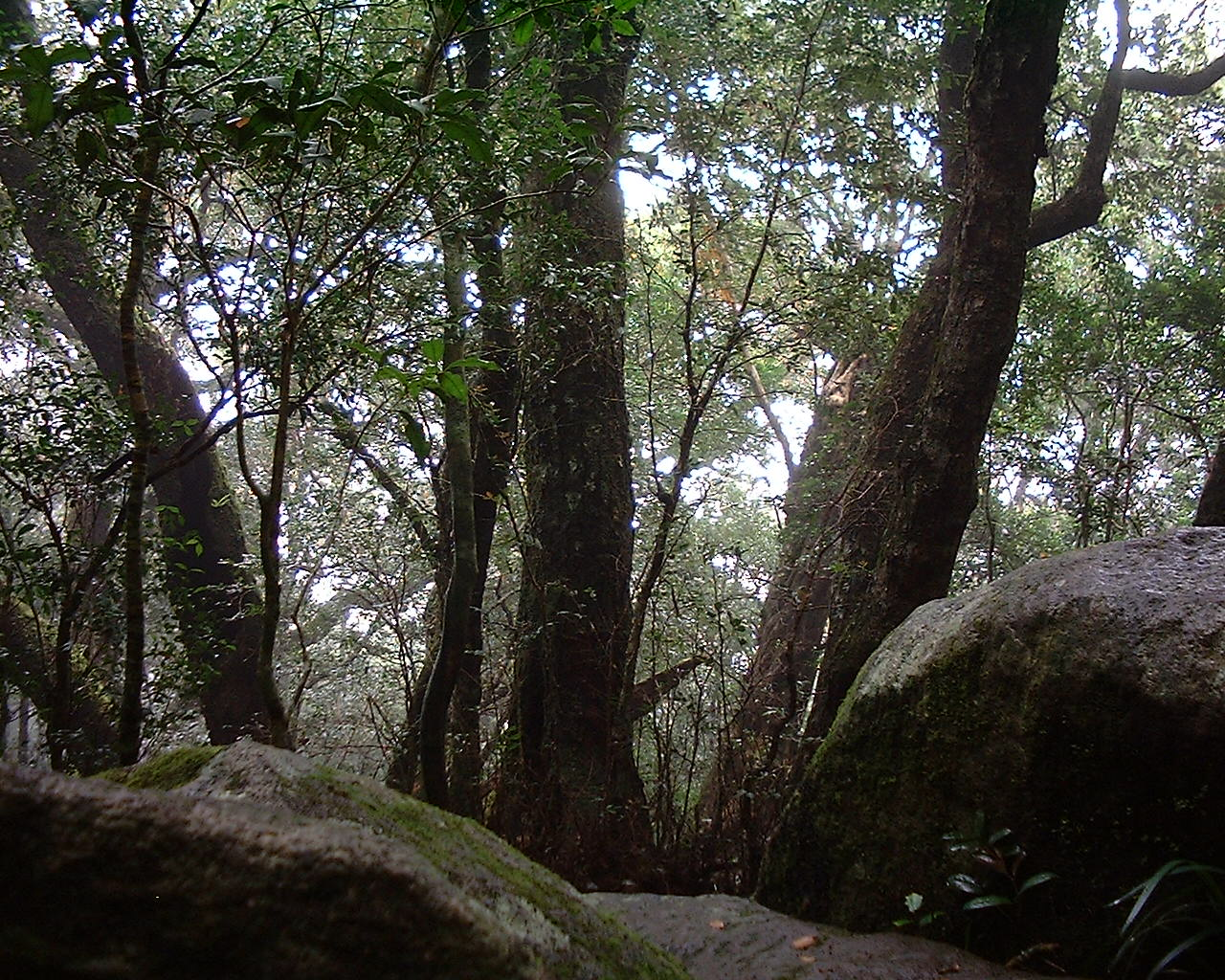
Hayas antárticas australianas en el Parque Nacional Lamington.

Estos árboles crecen típicamente a una altura de 25 m de alto y tienen grandes troncos de hasta 1 m de diámetro con corteza café oscura y escamosa. La máxima altura es de 50 m. Las hojas son simples y alternadas, creciendo seis centímetros de largo. El color de la hoja es verde oscuro, con nuevo crecimiento rojo brillante, o naranja en primavera. El árbol es parcialmente caduco, dejando caer la mitad de sus hojas en otoño. Son triangulares con dientes finos. Las flores son inconspicuas, verde-amarillentos amentos. El fruto, producido de diciembre a febrero,  una cápsula de cuatro valvas conteniendo tres pequeñas nueces aladas. 
Las complicadas estructuras de las raíces con frecuencia salen a la superficie, como en el ejemplo mostrado a la derecha. Esas raíces pudieron haber estado cubiertas de  suelo, pero han sido expuestas a muchos años de erosión, y están cubiertas de musgos y líquenes. Muchos de esos árboles tienen troncos múltiples emanando de la copa, formados por la estructura de sus raíces.
Se regenera fácilmente después de los incendios.

## Historia
Muchos individuos son extremadamente longevos, y una vez se creyó que las poblaciones de la costa este de Australia no se podrían reproducir en las condiciones de hoy en día, excepto por brote basal (Reproducción asexual), siendo remanentes de un tiempo más frío. Se ha demostrado que la reproducción sexual puede ocurrir , pero su distribución en medio ambientes aislados frescos y de alta altitud en distribución en latitudes templadas y tropicales es consistente con la teoría que la especie fue más en una época más fría. La distribución de especies alrededor del austral anillo del pacífico ha alimentado la especulación de que la diseminación del género de un tiempo cuando la Antártida, Australia y Sudamérica estaban conectados, la hipotética masa de tierra denominada como Gondwana.
Es un árbol muy ornamental y especímenes cultivados toleran −7 °C, sin embargo plantas silvestres que crecen en la meseta de Barrington Tops han resistido temperaturas récord tan bajas como −17 °C, ninguna fuente de procedencia se ha seleccionado de ahí u otras montañas, tierras altas o altilplanos para cultivo.

## Taxonomía
Nothofagus moorei fue descrita por (F.Muell.) Krasser y publicado en Annalen des Kaiserlich-Königlichen Naturhistorischen Hofmuseums 11: 161. 1896.
Etimología
Nothofagus: nombre genérico compuesto de notho = "falso" y Fagus = "haya", nombrándolo como "falsa haya".
moorei: epíteto
Sinonimia
- Fagus carronii C.Moore
- Fagus moorei F.Muell.[6][7]